# ريموند تشاو
ريموند تشاو (8 أكتوبر 1927 - 2 نوفمبر 2018) مقدم ومنتج أفلام هونغ كونغي شهير فلقد قام بإنتاج العديد من أفلام كبار ممثلي الفنون القتالية مثل بروسلي وجاكي شان و غيرهم.

## روابط خارجية
- ريموند تشاو على موقع IMDb (الإنجليزية)
- ريموند تشاو على موقع ألو سيني (الفرنسية)
- ريموند تشاو على موقع ميوزك برينز (الإنجليزية)
- ريموند تشاو على موقع أول موفي (الإنجليزية)
- ريموند تشاو على موقع قاعدة بيانات الفيلم (الإنجليزية)
- ريموند تشاو على موقع كينوبويسك (الروسية)